# Viaduc de Limay
Le viaduc de Limay est un viaduc routier en béton précontraint de 500 mètres de long mis en service en 1993 qui franchit les deux bras de la Seine entre Mantes-la-Ville et Limay, ainsi que l'île de Limay, dans les Yvelines (France). Cet ouvrage fait partie de la rocade Est de Limay, ouverte en 2002, longue de 5 km, qui permet le contournement de l'agglomération de Mantes-Limay par la route départementale 983, en évitant les centres-villes de Mantes-la-Ville, Mantes-la-Jolie et Limay. Son tracé est sensiblement parallèle à celui du pont ferroviaire de Limay, situé à environ 250 mètres en amont. Il accueillait (en 2003) un trafic de 20 000 véhicules par jour.
L'ouvrage a été mis en service avec deux voies de circulation et des bandes d'arrêt d'urgence. Lorsque l'évolution du trafic le justifiera, il est prévu d'aménager la chaussée pour la porter à quatre voies de 3 mètres de large.

## Caractéristiques
Le viaduc de Limay compte au total sept travées de longueur inégale, soit d'est en ouest : 50 m (sur la berge côté Limay), 90 m (sur le bras de Limay), trois travées de 70 m sur l'île de Limay, 90 m (sur le bras navigable de la Seine) et 58 m (sur la berge côté Mantes).
Il est constitué de deux poutres-caissons en béton précontraint, d'une largeur de 7 m au niveau du tablier, avec deux encorbellements de 3,60 m de part et d'autre, et d'une hauteur variable, de 5,10 m au niveau des piles et de 2,70 m au milieu des travées enjambant les bras du fleuve.
La construction de ce viaduc a coûté 55 millions de francs (1993).

## Historique
Le viaduc de Limay s'inscrit dans un projet plus vaste, celui de la rocade Est de Limay, et plus particulièrement sa première phase, longue de 5,2 km, qui relie l'échangeur de Chantereine sur l'autoroute A13 (Mantes-la-Ville) au rond-point de la route de Meulan (RN 190, Limay). Outre le viaduc et les échangeurs routiers, elle comprenait également deux franchissements inférieurs de voies ferrées sur le territoire de Mantes-la-Ville.
La déclaration d'utilité publique (DUP) concernant cette première phase a été approuvée le 29 novembre 1976, et prorogée le 21 novembre 1981. Les premiers financements ont été débloqués, à hauteur de 120 millions de francs, dans le cadre du IXe contrat de plan État-région (CPER) signé le 17 avril 1984 et supportés à 55 % par l'État et à 45 % par la région Île-de-France. L'acquisition des emprises est terminée fin 1987.
Le chantier a démarré fin 1990, les piles et les culées ont été coulées en 1991, et la même année les vousseaux ont été posés sur les 500 mètres de franchissement des deux bras de la Seine et de l'île de Limay.
La phase d'équipement et de finition s'est déroulée à partir de 1992. La mise en service a été réalisée le 7 mai 1993 et l'inauguration officielle a eu lieu le 13 septembre 1993.

## Trafic
En 2010, le trafic routier sur le tronçon de la départementale D 983 entre l'échangeur de l'autoroute A13 et Limay était évalué à 38 000 véhicules par jour.